# Dichocrocis fuscifimbria
Dichocrocis fuscifimbria là một loài bướm đêm trong họ Crambidae.